# 次世代育成支援対策推進法
次世代育成支援対策推進法（じせだいいくせいしえんたいさくすいしんほう、平成15年7月16日法律第120号）は、次世代育成支援対策の推進に関する日本の法律（労働法、社会法）である。
2003年（平成15年）7月16日成立、同日施行（第2章以下は2005年〈平成17年〉4月1日施行）。10年間の時限立法であったが、2014年（平成26年）改正によりさらに10年延長された。

## 構成
- 第一章 総則（第1条〜第6条）
- 第二章 行動計画
  - 第一節 行動計画策定指針（第7条）
  - 第二節 市町村行動計画及び都道府県行動計画（第8条〜第11条）
  - 第三節 一般事業主行動計画（第12条〜第18条）
  - 第四節 特定事業主行動計画（第19条）
  - 第五節 次世代育成支援対策推進センター（第20条）
- 第三章 次世代育成支援対策地域協議会（第21条）
- 第四章 雑則（第22条・第23条）
- 第五章 罰則（第24条〜第27条）
- 附則

## 目的・基本理念
この法律は、我が国における急速な少子化の進行並びに家庭及び地域を取り巻く環境の変化にかんがみ、次世代育成支援対策に関し、基本理念を定め、並びに国、地方公共団体、事業主及び国民の責務を明らかにするとともに、行動計画策定指針並びに地方公共団体及び事業主の行動計画の策定その他の次世代育成支援対策を推進するために必要な事項を定めることにより、次世代育成支援対策を迅速かつ重点的に推進し、もって次代の社会を担う子どもが健やかに生まれ、かつ、育成される社会の形成に資することを目的とする（第1条）。この法律において「次世代育成支援対策」とは、次代の社会を担う子どもを育成し、又は育成しようとする家庭に対する支援その他の次代の社会を担う子どもが健やかに生まれ、かつ、育成される環境の整備のための国若しくは地方公共団体が講ずる施策又は事業主が行う雇用環境の整備その他の取組をいう（第2条）。
次世代育成支援対策は、父母その他の保護者が子育てについての第一義的責任を有するという基本的認識の下に、家庭その他の場において、子育ての意義についての理解が深められ、かつ、子育てに伴う喜びが実感されるように配慮して行われなければならない（基本理念、第3条）。

## 国等の責務
国及び地方公共団体は、基本理念にのっとり、相互に連携を図りながら、次世代育成支援対策を総合的かつ効果的に推進するよう努めなければならない（第4条）。 
事業主は、基本理念にのっとり、その雇用する労働者に係る多様な労働条件の整備その他の労働者の職業生活と家庭生活との両立が図られるようにするために必要な雇用環境の整備を行うことにより自ら次世代育成支援対策を実施するよう努めるとともに、国又は地方公共団体が講ずる次世代育成支援対策に協力しなければならない（第5条）。 
国民は、次世代育成支援対策の重要性に対する関心と理解を深めるとともに、国又は地方公共団体が講ずる次世代育成支援対策に協力しなければならない（第6条）。

## 行動計画
主務大臣は、次世代育成支援対策の総合的かつ効果的な推進を図るため、基本理念にのっとり、市町村行動計画及び都道府県行動計画並びに一般事業主行動計画及び特定事業主行動計画の策定に関する指針（行動計画策定指針）を定めなければならない。主務大臣は、行動計画策定指針を定め、又はこれを変更したときは、遅滞なく、これを公表しなければならない。行動計画策定指針においては、次に掲げる事項につき、市町村行動計画等の指針となるべきものを定めるものとする（第7条）。 
- 次世代育成支援対策の実施に関する基本的な事項
- 次世代育成支援対策の内容に関する事項
- その他次世代育成支援対策の実施に関する重要事項

市町村は、行動計画策定指針に即して、5年ごとに、当該市町村の事務及び事業に関し、5年を一期として、地域における子育ての支援、母性並びに乳児及び幼児の健康の確保及び増進、子どもの心身の健やかな成長に資する教育環境の整備、子どもを育成する家庭に適した良質な住宅及び良好な居住環境の確保、職業生活と家庭生活との両立の推進その他の次世代育成支援対策の実施に関する計画（市町村行動計画）を策定することができる。市町村は、市町村行動計画を策定し、又は変更したときは、遅滞なく、これを公表するよう努めるとともに、都道府県に提出しなければならない。また市町村は、市町村行動計画を策定したときは、おおむね1年に一回、市町村行動計画に基づく措置の実施の状況を公表するよう努めるものとする。市町村行動計画においては、次に掲げる事項を定めるものとする（第8条）。 
- 次世代育成支援対策の実施により達成しようとする目標
- 実施しようとする次世代育成支援対策の内容及びその実施時期

都道府県は、行動計画策定指針に即して、5年ごとに、当該都道府県の事務及び事業に関し、5年を一期として、地域における子育ての支援、保護を要する子どもの養育環境の整備、母性並びに乳児及び幼児の健康の確保及び増進、子どもの心身の健やかな成長に資する教育環境の整備、子どもを育成する家庭に適した良質な住宅及び良好な居住環境の確保、職業生活と家庭生活との両立の推進その他の次世代育成支援対策の実施に関する計画（都道府県行動計画）を策定することができる。都道府県は、都道府県行動計画を策定し、又は変更したときは、遅滞なく、これを公表するよう努めるとともに、主務大臣に提出しなければならない。また都道府県は、都道府県行動計画を策定したときは、おおむね1年に一回、都道府県行動計画に基づく措置の実施の状況を公表するよう努めるものとする。都道府県行動計画においては、次に掲げる事項を定めるものとする（第9条）。
- 次世代育成支援対策の実施により達成しようとする目標
- 実施しようとする次世代育成支援対策の内容及びその実施時期
- 次世代育成支援対策を実施する市町村を支援するための措置の内容及びその実施時期

国及び地方公共団体以外の事業主（以下「一般事業主」という。）であって、常時雇用する労働者の数が101人以上を超えるものは、行動計画策定指針に即して、一般事業主が実施する次世代育成支援対策に関する計画（一般事業主行動計画）を策定し、厚生労働省令で定めるところにより、厚生労働大臣にその旨を届け出なければならない。これを変更したときも同様とする。101
人未満の事業主については努力義務となる。一般事業主行動計画においては、次に掲げる事項を定めるものとする（第12条）。一般事業主は、一般事業主行動計画を策定し、又は変更したときは、厚生労働省令で定めるところにより、これを労働者に周知させるための措置を講じなければならない（第12条の2）。 
- 計画期間
- 次世代育成支援対策の実施により達成しようとする目標
- 実施しようとする次世代育成支援対策の内容及びその実施時期

国及び地方公共団体の機関、それらの長又はそれらの職員で政令で定めるもの（以下「特定事業主」という。）は、政令で定めるところにより、行動計画策定指針に即して、特定事業主が実施する次世代育成支援対策に関する計画（特定事業主行動計画）を策定するものとする。特定事業主は、特定事業主行動計画を策定し、又は変更したときは、遅滞なく、これを公表し、遅滞なく、これを職員に周知させるための措置を講じなければならない。また特定事業主は、毎年少なくとも一回、特定事業主行動計画に基づく措置の実施の状況を公表しなければならない。特定事業主行動計画においては、次に掲げる事項を定めるものとする（第19条）。 
- 計画期間
- 次世代育成支援対策の実施により達成しようとする目標
- 実施しようとする次世代育成支援対策の内容及びその実施時期

### 基準に適合する一般事業主の認定
厚生労働大臣は、一般事業主行動計画を届け出た一般事業主からの申請に基づき、厚生労働省令で定めるところにより、当該事業主について、雇用環境の整備に関し、行動計画策定指針に照らし適切な一般事業主行動計画を策定したこと、当該一般事業主行動計画を実施し、当該一般事業主行動計画に定めた目標を達成したことその他の厚生労働省令で定める基準に適合するものである旨の認定を行うことができる。この認定を受けた一般事業主（認定一般事業主）は、商品又は役務、その広告又は取引に用いる書類若しくは通信その他の厚生労働省令で定めるものに厚生労働大臣の定める表示を付することができる。何人も、この規定による場合を除くほか、広告等に同項の表示又はこれと紛らわしい表示を付してはならない（第13条、第14条）。
第13条、第14条の規定に基づき、一般事業主行動計画に定めた目標を達成するなどの一定の要件を満たした場合、必要書類を添えて申請を行うことにより、「子育てサポート企業」として厚生労働大臣（所轄都道府県労働局長へ事務委任）の認定（次世代認定マーク、通称「くるみん」）を受けることができる。認定を受けることにより、企業のPRに生かせるほか、建物等の割増償却等の税制上の優遇措置、平成28年度からは公共調達による加点評価を受けることができる。認定の申請は、企業の規模・業種にかかわらず行うことができる。
平成27年4月1日より、厚生労働大臣は、認定一般事業主からの申請に基づき、厚生労働省令で定めるところにより、当該認定一般事業主について、雇用環境の整備に関し、行動計画策定指針に照らし適切な一般事業主行動計画（その計画期間の末日が、当該認定一般事業主が第13条の認定を受けた日以後であるものに限る。）を策定したこと、当該一般事業主行動計画を実施し、当該一般事業主行動計画に定めた目標を達成したこと、当該認定一般事業主の次世代育成支援対策の実施の状況が優良なものであることその他の厚生労働省令で定める基準に適合するものである旨の認定（特例認定）を行うことができる（第15条の2）。特例認定を受けた認定一般事業主（特例認定一般事業主）については、一般事業主行動計画の策定及び届出は不要となるが、厚生労働省令で定めるところにより、毎年少なくとも一回、次世代育成支援対策の実施の状況を公表しなければならない。この公表をしない場合には、厚生労働大臣は、当該特例認定一般事業主に対し、相当の期間を定めて当該公表をすべきことを勧告することができる（第15条の3）。特例認定一般事業主は、広告等に厚生労働大臣の定める表示を付することができる（第15条の4）。
第15条の2、第15条の4の規定に基づき、くるみん認定企業のうち、より高い水準の取組を行った企業が、一定の要件を満たした場合、必要書類を添えて申請を行うことにより、優良な「子育てサポート」企業として厚生労働大臣（所轄都道府県労働局長へ事務委任）の特例認定（特例認定マーク、通称「プラチナくるみん」）を受けることができる。認定を受けることにより、企業のPR効果がさらに高まるほか、税制上の優遇措置、平成28年度からは公共調達による加点評価もさらに受けることができる。認定の申請は、企業の規模・業種にかかわらず行うことができる。